# ناگاسنا (استان مرکزی)
ناگاسنا (به لاتین: Nagasena) یک منطقهٔ مسکونی در سری‌لانکا است که در استان مرکزی (سری‌لانکا) واقع شده‌است.